# Oscillerende univers
Det oscillerende univers er en kosmologisk model, i hvilken universet gennemgår en række oscillationer, som hver gang begynder med et big bang og slutter med et big crunch. Efter the big bang, undergår universet en ekspansion i et stykke tid før massetiltrækningskraften får det til at kollapse og undergå et Big Bounce.
Således kan man sige at The Big Bang kun er begyndelsen på en ekspansionsperiode, som efterfølges af en periode med sammentrækning. Forstået på den måde, er et Big Crunch efterfulgt af et Big Bang, et Big Bounce. Dette kan indikere, at vi enten lever i det første univers eller bare i ét af en uendelig række af på hinanden følgende universer.

## Det oscillerende univers
I den teoretiske kosmologi er det oscillerende univers den videnskabelige teori, ifølge hvilken universet så at sige "genskaber" sig selv igen og igen, i kraft af de fysiske lovmæssigheder, der gælder på superstrukturelt niveau.

### Indvendinger imod denne teori
Hovedindvendingerne imod Big Bounce teorien er universet snarere kommer til at lide varme- eller kuldedøden; eller bliver flået itu ved Big Rip.
Enhver betragtning, uden hensyn til detaljeringsgrad og præcision, er ikke nok at identificere eventuelle fortidige hændelser uden at være forankret i en teori om begyndelsestilstanden, og selv her er der mange gensidigt modsætningsfyldte mulige fortider, som alle kan være en plausibel kilde til erkendelse af de historiske fakta, og når ny viden oparbejdes behøver ingen af disse mulige fortider fortsætte med at være sandsynlige – en kvantefortid behøver ikke nødvendigvis at være permanent. Egenskaber som særegenhed og bestandighed alene ud fra nutidige data bestemmes netop som værende kvalitative og passende tilnærmelser til forenklinger og særligt antagede begyndelsesforhold, som de man antager gælder for vort univers i kraft af teorien.

### Videnskabeligt arbejde
Alexandr Friedmann fremkom i 1922 med matematiske beviser, Friedmann ligningerne, basereret på Albert Einsteins Feltligninger fra 1905/revideret 1916, der muliggør et cyklisk univers. Dette kritiseres dog af Richard Tolman i 1934, da han beviser at Entropien ifølge Termodynamikkens 2. lov ville gøre perioden imellem cyklerne længere og længere.
Men i 1995 fremkommer Petr Hořava og Edward Witten, med et matematisk bevis på at strenge kunne eksistere i et multidimensionelt univers. De kollapsede en af disse dimensioner matematisk til en meget lille linje, dette giver en 11-dimensional rum-tid, der omgærdes af to 10-dimensionale membraner – eller braner, som meget dramatisk fik navnet "End of the World" braner – En bran ville have fysiske love som vort eget univers. Ud fra dette sluttede Burt Ovrut og kolleger, at seks af disse dimensioner kunne gøres diminutive. Dette ville have den virkning, at de blev blændet af for dagligdags syn, og de traditionelle fire dimensioner af rum og tid ville stå tilbage.
Paul J. Steinhardt og Neil Geoffrey Turok fremkommer så i 2001 med en ny cyklisk model, Membran kosmologi, som foreslår at den mørke energi, kombineret med den ekpyrote models mildere singularitet, giver en ordentlig måde at opstille et cyklisk univers. Vort bran – eller hvælv om man vil – og dets modpart ville springe fra på hinanden i et positivt feedbackloop, og ramme hinanden igen og igen som var de forbundet med en fjeder. Denne tiltrækkende kraft mellem hvælv er et specielt tilfælde af den type kraft som inflatoriske kosmologier forudsiger for at forklare det tidlige univers eksplosion.

### Nyere videnskabeligt arbejde
Martin Bojowald, offentliggjorde i juli 2007 detaljeret arbejde, som påstår matematisk at kaste lys over tiden før the Big Bang, hvilket lægger ny vægt i teorierne om det oscillerende univers og Big Bounce teorierne. Et af hovedproblemerne med Big Bang teorien er "The Big Bang øjeblikket", hvor der er en singularitet af null-volume og uendelig energi. Bojowalds forskning påviser at et tidligere eksisterende univers kollapser – ikke til et punkt af singularitet – men til et punkt hvor gravitationen gør så kraftig modstand at det slynges tilbage og herved danner et nyt univers.
Martin Bojowalds forskning siges at kaste lys over nogle egenskaber ved det tidligere univers, hvis kollaps formede det nuværende. Nogle af egenskaberne ved forudgående universer kan dog ikke bestemmes på grund af usikkerhedsmomentet. Dette arbejde er stadigt på et tidligt stadie, og det henstår stadig at blive verificeret af andre forskere. Men det bibringer den cykliske model en større synlighed som en mulig forklaring af universets begyndelse.

### Det oscillerende univers geometri
Er det rummet der udvides eller stoffet der krymper? Det kan være vanskeligt at forstå de matematiske modeller, Einstein brugte fra 1905 til 1916 på at få sine ligninger til at kunne forklare rum-tidens krumning, men geometriens princip kan måske bedre forklares med et billede. Reduktion af et rums dimensioner kan opnås ved at lime dets kanter sammen og krympe det. For eksempel kan en to-dimensional flade af gummi foldes først til en cylinder og efterfølgende krympes den foldede dimension. Når den er tynd nok, ligner cylinderen en (en-dimensional) snor. Hvis man vrider dette stykke "snor" omkring og limer dets ender sammen, får man formen af slangen fra et bildæk. (Med samme form som en doughnut.) Radius kan herefter krympes indtil den er lille nok til at tilnærme sig et punkt – et nul-dimensionalt rum – sådanne ændringer kunne forklare, hvorfor de ekstra rum-tidsdimensioner, som strengteorien siger skal findes, er for små til at være detekterbare. At eliminere huller i lukkede rum mente man var umuligt i matematik, men fysikere har fundet en måde. En doughnut og en kugle er begge måder at folde en to-dimensional overflade på, men de adskiller sig fra hinanden ved det antal huller de indeholder. (En doughnut har et; en kugle har ingen.)
Men hvis man imidlertid forestiller ganske lille prik på ydersiden af doughnut'en, og tænker sig den indvendige form krympet ind og formindsket mod det punkt, kan hullet udskilles. På den måde kan doughnut'en omformes til en kugle.
Så hvis man frigør sig fra opfattelsen af rum og tid som skueplads for dette scenario, og forestiller sig at der er "mere end man kan se imellem himmel og jord" – f.eks. en række "usynlige" meget små dimensioner – vil der altså til ethvert punkt være flere udfald i "tid-rum"-feltet, end de der kan ses og måles.
Hvis vi herefter tænker os at det vi opfatter som en kugle, i et højere perceptionsfelt er fladt med en uendelig lille bule, og i næste højere felt delt i to modsvarende par, og vi forudsætter at energien er konstant, vil sammentrækningen alligevel være muligt når bevægelsesenergien er mindre end massetiltrækningen fra det modsatte "hvælv", og det vi opfatter som The Big Crunch være interferensen når de to planer passerer igennem hinanden, og The Big Bang vil være når denne højere organiserede universelle strukturs 2 multidimensionale udstrækninger slipper hinanden. Dette forklarer også at stoffet kommer fra "intet", får "total udstrækning" og herefter fjerner sig fra hinanden. Ligesom accelerationen kan forklares med oscillotion i højere dimension, og at hele systemet er faselåst i bevægelsen imellem minimal og maximal udstrækning, og det mørke stof kunne være "asken" fra glimtet i The Big Crunch. Altså rester fra tidligere universer "som ikke er af denne verden", der som de "yderste" partikler undslipper konvergensen til feltpartikler og derfor sidst lægger sig ind omkring det punkt, der bliver til The Big Bang. Grunden til at man så ikke lige kan genskabe disse partikler af mørkt stof eksperimentelt er, at det tager "en uendelig tid" (et universtid) før energien henfalder. Disse partikler, "udløser" The Big Bang med en kritisk masse omkring epicentret.

### Det oscillerende univers fysik
På den måde fungerer punktet som en gigantisk "skærveknuser", der ved kinetisk tryk opløser alle partikler i en universel "partikelgrød" omgivet af et tykt lag af ikke aktive stoffer fra tidligere cykler. Kernen vil herefter kollapse i en nuklear kædereaktion, når partiklernes elementarstruktur bryder sammen, og der kun er to partikeltyper tilbage – stof og ikke-stof – derved slynges den ikke aktive kappe mod det kosmiske epicenter og kernen modsat udad som ren lysenergi.
Herefter sker der to ting: Det mørke stof slynges tilbage fra sammenstødet i hypocentret, og energien afkøles ved trykfaldet og nye partikler dannes så imellem de "kolde" ikke-aktive mørke partikler i en inhibitationsfaselåsningsproces, hvor de mørke partikler er omdrejningspunktet og "vektor-opladningen" fra implosionen er den inerti der sætter stofferne i stand til at forenes – omkring elementarpunkter af "ikke-aktivt stof". Disse tre stoftyper: Ikke-aktivt mørkt stof, kompositstof og flygtige energimættede elementarkomponenter udgør universets grundbyggestof.
Kompositpartiklerne danner atomkerner, som tiltrækker energimættede partikler, og gravitationsfeltet fra kompositkernen faselåser energifeltet vha. inertien fra the big bang.
Universet udvikler sig via dette stofskifte, således at rummets udstrækning er afhængig af balancen imellem synligt stof og mørkt stof.
På grund af gravitationsfeltet tiltrækker disse nye stofformer til stadighed mere mørkt stof, og kimen til universets genfødsel er lagt.

### Kaosventer måske lige om hjørnet
Der er også de der hævder at det vi kender som universet, summen af alt vi kan se, måske kun udgør en forsvindende lille afkrog af rummets total. Der argumenteres bl.a. for forskellige typer af parallelle universer, der udgør et super-multivers. Teorier der i vore (forenklende) systematiske ører måske lyder mere af science fiction i dag, kan være virkeligheden i morgen, for hvis der er én ting videnskaben har lært os, er det at tingene sjældent er hvad det umiddelbart synes af. I en tidsalder hvor den tilgængelige regnekraft fordobles i stadigt hastigere tempo, er det nu muligt at få indblik i de "skæve" formler og resultater. Kaos venter måske lige rundt om hjørnet.
Ifølge strengteorien er vort univers en meget lille del af et større rum, der har flere dimensioner end de vanlige tre, vi ser i vor "virkelighed". De andre dimensioner kan være gigantiske i størrelse (eller på anden måde vanskelige at perceptere) og foldet og krøllet sammen på en uendeligt ufattelig måde. Det observerbare univers sidder måske på en membran, der er viklet rundt indvendigt i en konisk spaghettiform, som er smattet ud inde i en større rodlignede struktur, som er krøllet som en gammel skjorte.
Disse parallelle universer kunne så være adskilt fra vort i uoverstigelig rum-tid, men alligevel interagere på intermultiverselt plan, så det var muligt at observere deres direkte virkninger. Skønt strengteoriens tilhørende strenge er små, forudsiger de principper, som bestemmer deres egenskaber, også nye typer større membranlignende objekter. Det er nærliggende at antage, at det kendte univers er en selvstændig, tre-dimensional bran, der eksisterer inde i et ni-dimensionalt rum, og at konvergenser og emissioner i højere-dimensionerede rum og kollisioner i mellem multidimensionale membraner indeholdende universer, kan have ført til nogle af de fænomener, som astronomerne iagttager i dag.

### Eksterne links
Følgende links kan være på engelsk.
- Loop Quantum Cosmology Arkiveret 27. maj 2006 hos  Wayback Machine
- Absence of Singularity in Loop Quantum Cosmology
- Glimpse of Time Before Big Bang Possible by Charles Q. Choi. Article on Space.com using Bojowald as authority. July 1, 2007. Retrieved July 2, 2007.
- Penn State Researchers Look Beyond The Birth Of The Universe Arkiveret 26. oktober 2008 hos  Wayback Machine (Penn State) May 12, 2006
- What Happened Before the Big Bang? Arkiveret 4. juli 2007 hos  Wayback Machine (Penn State) July 1, 2007
- Mørkt stof i universet Arkiveret 24. september 2007 hos  Wayback Machine Oprindeligt fra: Dark Matter in the Universe, Scientific American, december 1986, sider 50-60.
- Kvantekosmologi og universets skabelse Arkiveret 11. november 2007 hos  Wayback Machine Oprindeligt fra:Quantum Cosmology and the Creation of the Universe, Scientific American, pp. 28-35, December 1991.